# المقطر الشمسي

المقطر الشمسية مدمجة في حفرة في الأرض

التقطير الشمسي "وعاء مائي"

المقطر الشمسي: تستخدام حرارة الشمس لتبخير الماء بحيث يمكن تبريده وتجميعه وبالتالي تنقيته
أنواع المقطر الشمسي: تشتمل مصائد التكثيف وتجميع الإشعاع الشمسي المركز
في جهاز تجميع الإشعاع الشمسي المركز: يحاكى الطريقة التي تصنع بها الطبيعة المطر
حيث تتبخر المياه بفعل ضوء الشمس الساطع ثم يتكثف بخار الماء النقي على السطح الداخلي البارد لمجمع شفاف ويقطر في الخزان.

## طرق

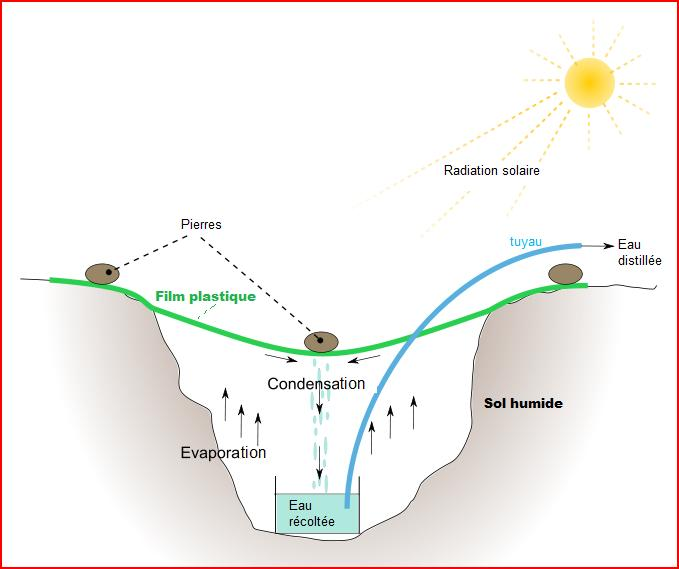
بئر شمسي

### حفرة التقطير
يمكن تصنيع جهاز التقطير الشمسي من 2-4 حجر أو فيلم بلاستيكي أو زجاج شفاف، ووزن مركزي لعمل القمع وحاوية للمكثفات مما يمنع بخار الماء من التسرب ويتدفق الماء المكثف إلى الوعاء.

### نتح النبات
أثناء عملية التمثيل الضوئي، تطلق النباتات الماء من خلال النتح.
يمكن الحصول على الماء عن طريق تغليف غصن شجرة مورقة في بلاستيك شفاف والتقاط بخار الماء المنبعث من الشجرة يسمح البلاستيك بالاستمرار في عملية التمثيل الضوئي.

### إضافات
عند تقطير محلول ملحي أو غيره يمكن أن تؤدي إضافة صبغة إلى زيادة كمية الإشعاع الشمسي الممتص

### التنقية بمخروط مقلوب
تتميز بمخروط مقلوب عبارة عن لوح زجاجي مطلي بطبقات متعددة من البوليمر والفضة في الأعلى لتحويل الحرارة المحيطة في الهواء هذا السقف مغطى بمادة شديدة المقاومة للماء، بحيث يتشكل المكثف على شكل قطرات ويسقط في المجمع